# トー・ジョンソン
トー・ジョンソン（Tor Johnson,  1903年10月19日 - 1971年5月12日）は、アメリカ合衆国の俳優、プロレスラーである。

## 来歴
1903年、スウェーデンのカルマル県に生まれる。プロレスラーとしても活動していたが、大柄な体格を活かして1934年に『Registered Nurse （原題）』の端役で映画デビュー。その後も様々な映画に出演してキャリアを積んでいくが、アメリカ史上最低の監督と呼ばれ数々のB級映画の監督としても知られるエド・ウッドと知り合い、彼の代表作でもある『プラン9・フロム・アウタースペース』などの作品へ出演。後に彼が演じたキャラクターのフィギュアやマスクなども作られるなど、現在においてもSF映画の俳優としても人気がある。当時は低予算の映画に数多く出演しており、あまり日の目を見ることは少なかったが、アメリカ国内のテレビ番組やコマーシャルなど映画以外の媒体でも活躍した。
1994年にティム・バートンが監督でエド・ウッドの監督生涯を描いた伝記映画『エド・ウッド』では、盟友ウッドをジョニー・デップが演じ、ジョンソンを同じくプロレスラーのジョージ・スティールが演じた。

### 死去
1971年、カリフォルニア州のサンフェルナンドで心不全のため死去。67歳だった。

## 出演作品

### 映画
- Registered Nurse (1934)
- 百万弗小僧 Kid Millions (1934)
- Man on the Flying Trapeze (1935)
- 二国旗の下に Under Two Flags (1936)
- 影なき男の影 Shadow of the Thin Man (1941) ※ノークレジット
- 鉄腕ジム Gentleman Jim (1942)
- Ghost Catchers (1944)
- 幽霊は臆病者 The Canterville Ghost (1944)
- 凸凹ハレムの巻 Lost in a Harem (1944)
- スーダンの砦 Sudan (1945)
- 南米珍道中 Road to Rio (1947)
- 愛の立候補宣言 State of the Union (1948)
- 閉ざされた扉の陰 Behind Locked Doors (1948)
- 猛獣と令嬢 The Reformer and the Redhead (1950)
- 凸凹外人部隊 Abbott and Costello in the Foreign Legion (1950)
- レモン・ドロップ・キッド The Lemon Drop Kid (1951)
- サンフランシスコ物語 The San Francisco Story (1952)
- 鉄仮面～レディ・イン・ザ・アイアン・マスク Lady in the Iron Mask (1952)
- 魔術の恋 Houdini (1953)
- 怪物の花嫁 Bride of the Monster (1955)
- お若いデス You're Never Too Young (1955)
- 回転木馬 Carousel (1956)
- 悪魔の生体実験 The Black Sleep (1956)
- The Unearthly (1957)
- プラン9・フロム・アウタースペース Plan 9 from Outer Space (1959)
- ナイト・オブ・ザ・グールス Night of the Ghouls (1959)
- The Beast of Yucca Flats (1961)
- ザ・モンキーズ/恋の合言葉HEAD! Head (1968)

### テレビドラマ
- Mark Saber (1952)
- 陽気なコーリス Meet Corliss Archer (1954)
- ジェネラル・エレクトリック・シアター General Electric Theater (1954)
- 進め! 宇宙パトロール Rocky Jones, Space Ranger (1954)
- シュリッツ・プレイハウス Schlitz Playhouse of Stars (1955)
- ハイラム君乾杯! The Adventures of Hiram Holliday (1956)
- ピーター・ガン Peter Gunn (1960)
- ボナンザ Bonanza (1960)
- 南海の冒険 Adventures in Paradise (1960)
- シャーリー・テンプルのお話本 Shirley Temple's Storybook (1961)